# Mafinga Hills
Die Mafinga Hills, auch Mafinga Mountains, sind ein von Süd nach Nord verlaufender, etwa 100 Kilometer langer Gebirgszug östlich des oberen Luangwa-Tales im äußersten Nordosten von Sambia an der Grenze zu Malawi, in das er sich hineinzieht. Sie sind ein Teil der Wasserscheide zwischen Luangwa und Malawisee, die über das Nyika-Plateau und dem Hochland der Viphya Mountains nach Süden führt. Ihr höchster Gipfel, der Mafinga (nach Mark Horrell auch Mafinga Central ⊙), erreicht 2339 m und liegt an der Grenze zu Sambia. Die Grenze folgt in diesem Bereich der Wasserscheide. Der zweithöchste Gipfel ist der Namitawa (⊙) mit 2164 m, der 25 Kilometer südöstlich von Chitipa ebenfalls auf der Grenze zu Sambia liegt.
Es gibt östlich von Isoka die Mafingafälle eines Quellflusses des Luangwa. Sie sind wegen des sehr schwierigen, felsigen, wenn nicht gefährlichen Terrains durch dichtes Dickicht und einen Fußmarsch von 25 Kilometern vom Dorf Mpangala am Luangwa nur sehr schwer erreichbar.
Auf der östlichen, malawischen Seite befindet sich das Mafinga Hills Forest Reserve. Es umfasst eine Fläche von 4734 ha und wurde 1976 unter Schutz gestellt.
Die Mafinga Hills sind eine Important Bird Area („bedeutendes Vogelgebiet“).

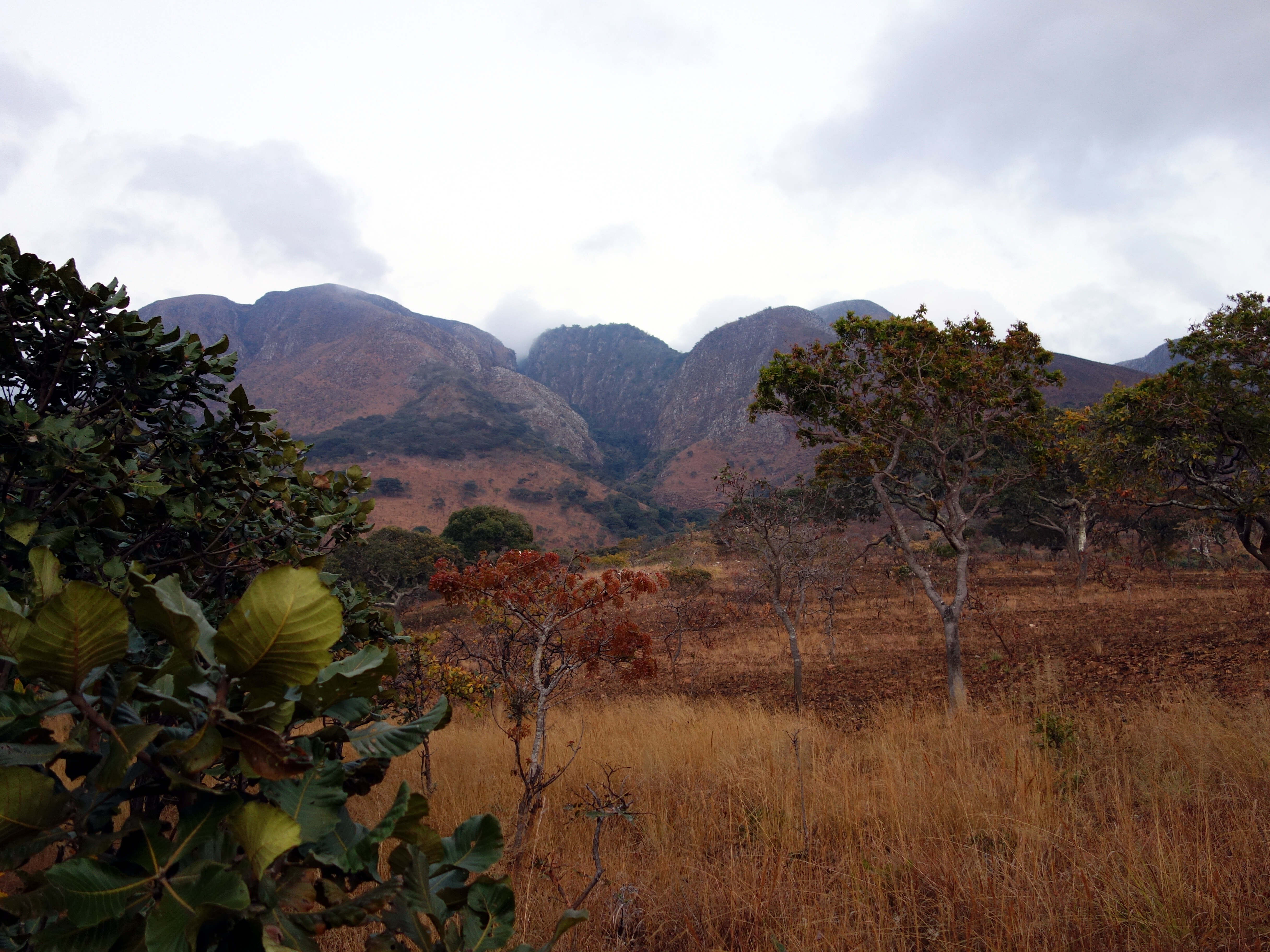
Mafinga Hills von Chisenga aus
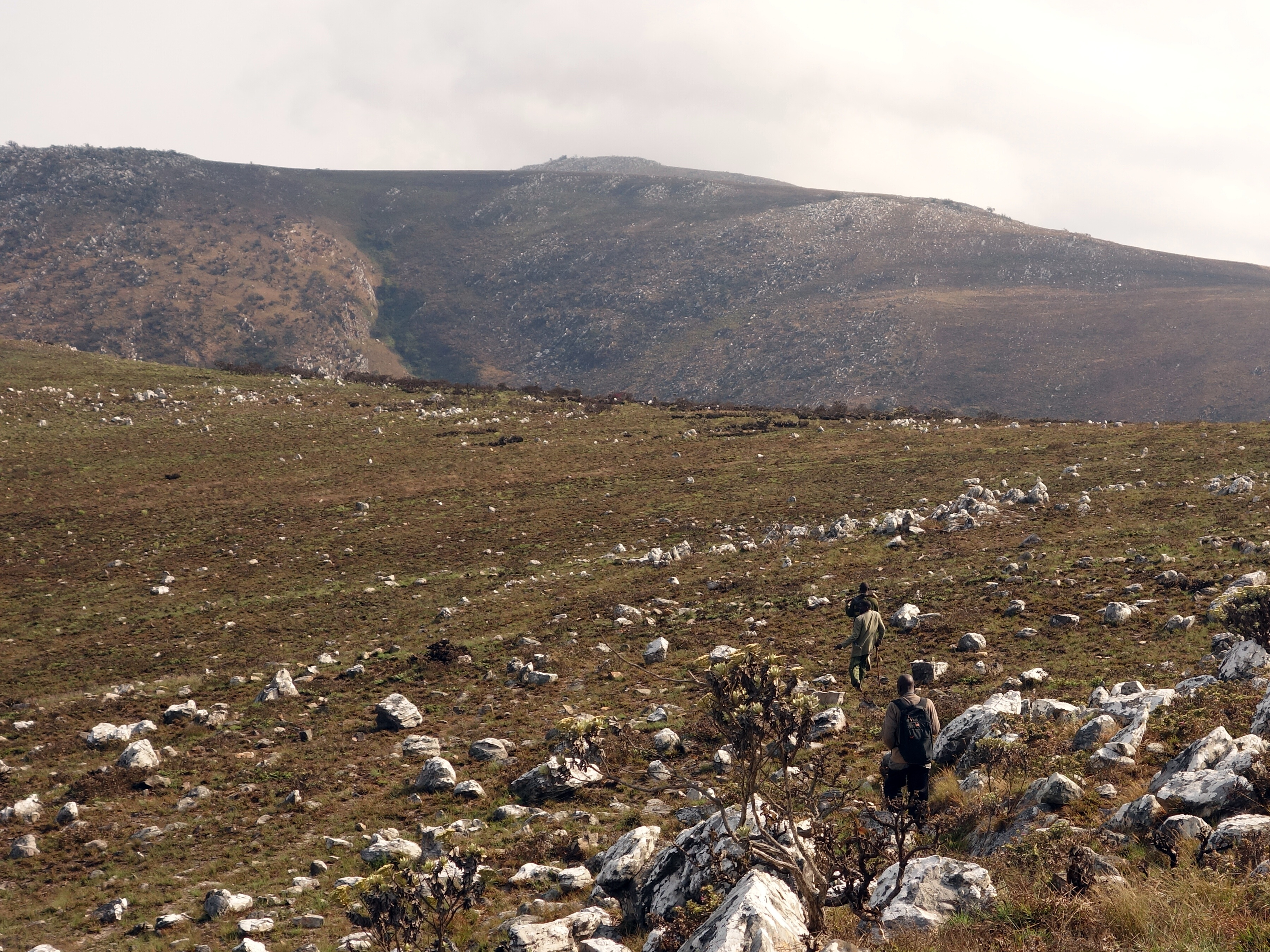
Gipfel des Mafinga